# HD235497
HD235497 — хімічно пекулярна зоря спектрального класу
A7 й має видиму зоряну величину в смузі V приблизно  9,5.

## Пекулярний хімічний склад
Зоряна атмосфера HD235497 має підвищений вміст 
Eu
.